# 那吉屯农场
那吉屯农场，是中国内蒙古自治区呼伦贝尔市阿荣旗下辖的一个类似乡级单位。

## 行政区划
那吉屯农场共辖以下地区：
一分场一队、一分场二队、一分场五队管理区、集贤管理区、二分场三队、二分场四队、二分场五队、二分场六队、二分场七队、西德昌队、后龙队、前龙队、东龙队、忠厚队、中兴队、胜利队、三分场六队、场直管理区。